# Aston (Band)
Aston ist eine australische klassische Popgruppe aus Sydney, die 2009 gegründet wurde.

## Hintergrund und Infos zur Band
Die Band besteht aus Mitgliedern, die alle aus dem Sydney Conservatorium of Music hervorgegangen sind: Eliza Morrison (Violine), Michael Bennett (Violine), Hanna Oblikov (Cello), Will Henderson (Gitarre), Ella Jamieson (Klavier) und Daniel Luscombe (Schlagzeug).
Aston wurde von der Warner Music Group unter Vertrag genommen, nachdem sie ein Instrumental-Cover von Lady Gagas Telephone auf YouTube hochgeladen hatten, dass innerhalb eines Monats von mehr als 670.000 Menschen angesehen wurde. Das Cover war das meistgesehene australische Musikvideo des Jahres. Aston erhielt auch Unterstützung von dem prominenten Blogger Perez Hilton, der die Band auf seiner Website vorstellte.
Der YouTube-Kanal der Band hat derzeit rund 101.000 Abonnenten und über 24.000.000 Aufrufe. (Stand: 23. Juni 2025) Ihr bislang letztes Video, ein Cover zu Bad Guy von Billie Eilish ging am 21. August 2019 online.